# دوسهاسن

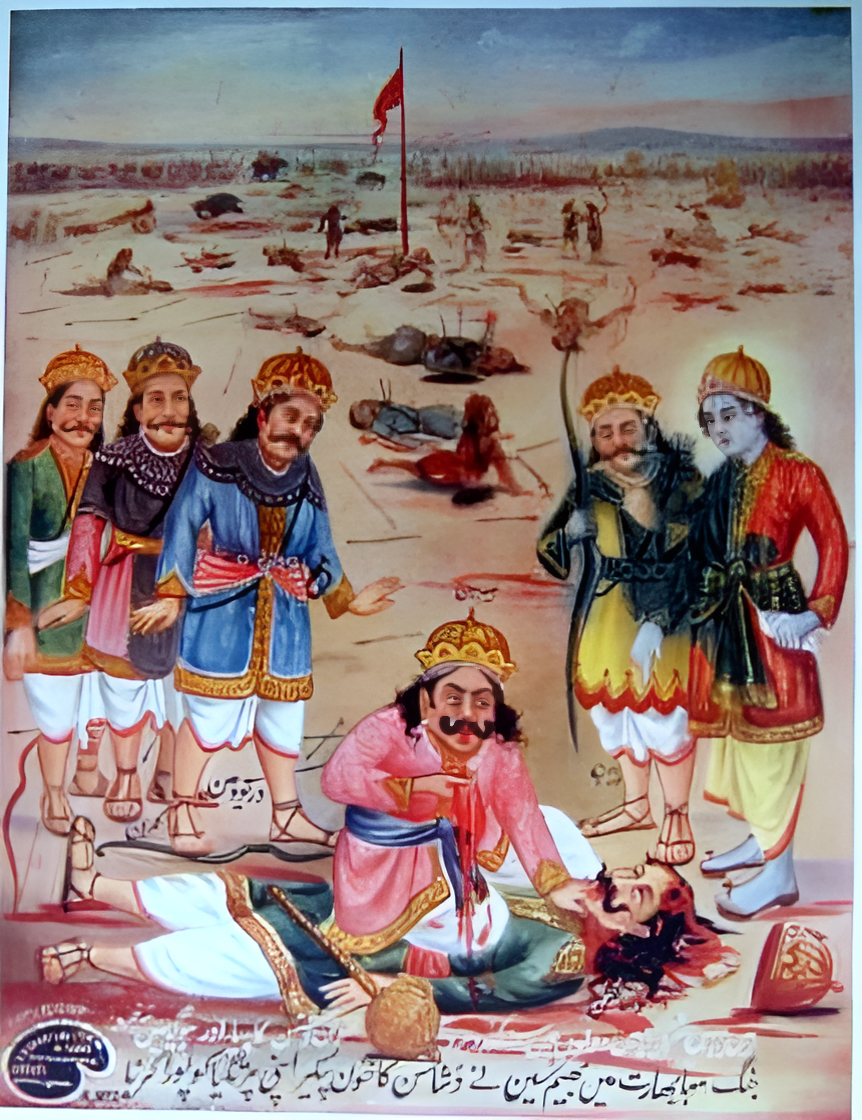
بهیم در جنگ کرکهیت دوسهاسن را کشت و خونش را نوشید.

دوسهاسن یا دوشاسن (سانسکریت: दुःशासन)، از شخصیت‌های رزمنامه هندی مهابهارت، دومین پسر شهریار نابینا دهرتراشت از شهبانو گندهاری بود و برادر کوچکتر جرجودهن به شمار می‌رفت. وی همچنین عموزاده پاندوان و رقیب ایشان در نبرد کرکهیت بود. وی در مجلس نردبازی که شاکونی ترتیب داده بود شرکت جست و در حضور همگان دروپدی، زن پاندوان، را تحقیر نمود. وی می‌خواست جامه از تن دروپدی بیرون بکشد، اما کریشنا به یاری دروپدی رسید و جامه‌هایی نو در تن او پدیدار گشت. به سبب این تحقیر، دروپدی عهد بست که گیسوانش را نخواهد بست مگر این که نخست آن را در خون دوسهاسن بشوید و بهیم نیز پیمان کرد که جگر دوسهاسن را خواهد شکافت و خونش را خواهد نوشید. بهیم، در جنگ کرکهیت، دوسهاسن را کشت و جگرش را شکافته، و در حضور کریشنا و چهار برادرش، خون دوسهاسن را نوشید.